# 妙音教会
妙音教会（みょうおんきょうかい）は、福岡県筑紫野市二日市北にある日蓮宗の寺院。大相撲の横綱で日本相撲協会理事長も務めた双葉山定次が現役引退後の理事長時代に建立した。

## 概要
双葉山は1964年に長女の博子を小児がんで亡くした。その菩提を弔うため、翌年、筑紫郡筑紫野町（現・筑紫野市）に妙音教会を建立。身延山久遠寺第八十七世望月日雄法主が開祖となった。寺院名は双葉山が現役時代、約1か月滝行を行った那珂川市にある「妙音の滝」が由来。1968年に双葉山が死去、妙音教会は住職不在となった。数年後に双葉山の長男が母（双葉山の妻）から妙音教会を継ぐように言われ、勤めていた会社（安宅産業）を退職。身延山で修業した上で、僧侶の資格を取得し、正式に妙音教会の住職に就任し、妻子とともに東京から移住した。1988年に双葉山の長男が44歳で死去。3人の子はまだ成年に達していなかったため、その妻は寺を閉じることを考えたが、高校生だった次女が寺を継ぐことを宣言、僧侶の資格を取り、妙音教会の住職となった。妙音教会は宗教法人であり、双葉山の長男の妻が責任役員（代表）を務める。現在妙音教会は責任役員の長男（次女の弟）が住職となっている。